# Ronny Ramlau
Ronny Ramlau (* 23. Juli 1966 in Annaberg-Buchholz) ist ein deutscher Mathematiker und Professor an der Johannes Kepler Universität (JKU) Linz. Er ist Vizevorstand des Instituts für  Industriemathematik.

## Leben
Ramlau studierte Mathematik an der Universität Potsdam, wo er 1997 promovierte. Während seines Studiums war er als wissenschaftlicher Mitarbeiter tätig (1994–1997). 1998 war Ramlau Gastdozent an der University of Salt Lake City, USA. Von 1999 bis 2005 war er als wissenschaftlicher Assistent an der Universität Bremen, Deutschland, tätig. Von September bis Dezember 2003 war Ramlau Gastdozent an der University of California, Los Angeles (UCLA), USA. 2003  habilitierte er an der Universität Bremen, Deutschland. Zwischen 2005 und 2008 war Ronny Ramlau Senior Scientist der Gruppe „Inverse Problems“ am Johann Radon Institute for Computational and Applied Mathematics (RICAM). Seit September 2008 ist er Professor für Industriemathematik an der  JKU Linz und zugleich auch Vizevorstand des Instituts für Industriemathematik. Seit 2010 ist er Herausgeber der Electronic Transactions on Numerical Analysis.

## Arbeits- und Forschungsschwerpunkte
- Inverse Probleme
- Industriemathematik
- Mathematische Verfahren für Adaptive Optik
- Medizinische Bildverarbeitung
- Signalverarbeitung